# Juan Carlos Arciniegas
Juan Carlos Arciniegas és un periodista i presentador colombià nascut a la ciutat de Bogotà, Colòmbia. Actualment presenta el programa ShowBiz i és corresponsal d'Escenari, a CNN en Español.

## Carrera periodística
Estudi periodisme en la Pontifícia Universitat Javeriana en Bogotà, Colòmbia. Treballa com a reporter de televisió i editor del noticiari colombià QAP Noticias cobrint esdeveniments internacionals. Va treballar com a assistent d'edició a Reuters America, Inc., en Miami. El 1997 es va incorporar a CNN en Español. És presentador de Showbiz i corresponsal d'Escenari a CNN en Español. Fou copresentador de les dues primeres edicions dels Premis Platino.